# Вахан (княжество)
Вахан — полунезависимое княжество на Памире, существовавшее до 1889 года.

## История
История Ваханского княжества восходит к древним временам Кушанской династии (50 до н. э. – 225 н. э.), которая правила на Памире через полунезависимых местных князей. И в дальнейшем Вахан смог сохранить определённую независимость под протекторатом Сасанидов (224–651), эфталитов (440-е – 670), Тюркского каганата (551–744), Тибета (618–842), китайской династии Тан (861–907), Саманидов (819–999), а затем тюркско-монгольских династии Центральной Азии.
К концу 1750-х армия цинского Китая завоевала Вахан, но после непродолжительного конфликта с Кокандским ханством передала контроль над регионом этому ханству, которое к 1830 году обложило налогами местное население. 
Наследственный правитель княжества, мир, жил в селе Калайи-Пяндж («замок Пянджа») или просто Пянджа, располагавшемся на левом берегу реки Пяндж. Миры были ваханцами, исмаилитами. Они правили четырьмя округами Вахана, именуемыми сада (переводится как «сотня», по количеству проживающих семей): Сада-и Пянджа (Спиндж или Испандж), Сада-и Хандуд, Сада-и Иштрах (Иштраг) и Сада-и Сархад (или Сариг Чупан и Памир).
Одним из самых долгоправящих миров Вахана в XIX веке был Фатх Али Шах. Сначала ему покровительствовали правители Бадахшана Мирза Калан, Яри Бек и Сулайман Шах. Но Фатх Али Шах не смог наладить отношения с Замануддином, сыном Мирзы Калана, также известным как Мир-Шах, который заменил Фатх Али во главе Вахана своим зятем Шах Мир Беком, который оказался деспотичным правителем, продавшим многих ваханцев в рабство за пределы Вахана. Однако он вскоре был свергнут новым миром Бадахшана Джахандар Шахом (также известным как Гулям), который взошёл на престол в 1864 году. Джахандар Шах послал письмо Фатх Али Шаху с призывом вернуться в Вахан, и Фатх Али Шах с помощью своих сподвижников вытеснил Шах Мира из Вахана.
В 1865 году Джахандар Шах приказал Фаз Али Шаху помочь Якуб Беку в его борьбе против китайцев, и ваханское войско во главе с Фатх Али Шахом участвовало в блокаде Кашгара.
В 1869 году Джахандар Шаха сверг его сводный дядя Махмуд Шах, правитель Балха. Во время правления Махмуд Шаха в Бадахшане Фатх Али Шах платил дань этому афганскому правителю Балха и Бадахшана. В 1873 году Фатх Али Шах посетил Файзабад, чтобы уплатить дань афганскому заместителю губернатора Хафизулле Хану, при этом дань впервые не включала рабов (рабы являлись одним из видов дани для правителей бедных горных регионов).
Фатх Али Шах умер в 1875 году, и правителем Вахана стал его сын Али Мардан Шах. 
В 1880 году афганский эмир Абдур-Рахман издал указ об упразднении княжества Вахан. 
В 1883 году Вахан посетила российская экспедиция Дмитрия Путяты. Когда афганцы узнали об этом, то они вторглись в Вахан, и Али Мардан Шах был вынужден бежать. 
В 1888-89 годах в Бадахшане произошла серия восстаний против нового афганского режима, афганцы бежали и Али Мардан Шах вновь стал правителем Вахана. Но престол Али Мардана вскоре был оспорен хакимом Иштраг Сада (один из районов Вахана) Ашур Хан Вахи, который сотрудничал с афганцами. Он вновь изгнал Али Мардана, заставив его бежать в Читрал. Али Мардан стал губернатором долины Ишкоман, куда бежали многие ваханцы.
После памирских экспедиций отряда Ионова в 1891—1894 годах было заключено англо-русское соглашение 1895 года, которое разделило Вахан между Афганистаном и Бухарским эмиратом.